# Asier Maeztu
Asier Maeztu Villalabeitia (San Sebastián, 14 ottobre 1977) è un ex pistard spagnolo, medaglia di bronzo dell'inseguimento a squadre ai Giochi olimpici di Atene 2004.

## Palmarès
- Giochi olimpici

Atene 2004: bronzo nell'inseguimento a squadre.
- Mondiali

Melbourne 2004: bronzo nell'inseguimento a squadre.